# Podemos (párt)
A Podemos egy spanyolországi politikai párt, amit 2014 márciusában alapított Pablo Iglesias politológus. A párt újbaloldali, populista, fontosnak tartják a társadalmi egyenlőtlenségek felszámolását és a társadalmi igazságosság a fő céljuk. Fontos céljuk volt a megszorító intézkedések újratárgyalása illetve a lisszaboni szerződés felülvizsgálata.

## Politikai programjuk

### Gazdaság
A párt gazdasági kérdésekben fontosnak tartja az állami tulajdont, a szegénység felszámolását illetve az alapjövedelem megadásával a társadalmi igazságosság megteremtését. Büntetnék a multinacionális és nagy vállalatok adó elkerülését emellett támogatnák a kis- és középvállalkozásokat.

### Szuverenitás újrafogalmazása
Fontosnak tartják a lisszaboni szerződés felülvizsgálatát és adott esetben a felbontását.

### Környezetvédelem
A fosszilis tüzelőanyagok felhasználásának csökkentése, tömegközlekedés fejlesztése, megújuló energiaforrások használata tartoznak a párt főbb céljaihoz. Ezek mellett csökkentenék az ipari tevékenységgel való beavatkozást a mezőgazdaságba és a helyi termelőket népszerűsítenek.

## Szavazó bázis
A Podemos szavazóira jellemző hogy 35%-uk felsőfokú, egyetemi, főiskolai végzettséggel rendelkezik. Ez magasabb arány a Spanyol Szocialista Munkáspárt szavazóihoz képest. Földrajzilag Katalóniában és Baszkföldön a legnépszerűbbek, itt jellemzően 35%-os eredményeket érnek el, a sorban Murcia, Baleár-szigetek és Galícia következik, ahol 25-30%-os eredményeket szoktak elérni. Egy 2015-ös felmérés szerint a párt szavazóinak 27%-a egykori szocialista párti szavazó volt, 20% pedig korábban nem szavazott korábban.

## Választási eredmények
| Választások    | %     | Képviselőházi mandátumok | Szenátusi mandátumok | Kormányzat                   | Listavezető    |
| -------------- | ----- | ------------------------ | -------------------- | ---------------------------- | -------------- |
| 2015           | 20.68 | 42 / 350                 | 12 / 208             | Ellenzék                     | Pablo Iglesias |
| 2016           | -     | 47 / 350                 | 11 / 208             | Ellenzék                     | Pablo Iglesias |
| 2019. április  | -     | 32 / 350                 | 0 / 208              | Új választást kellett kiírni | Pablo Iglesias |
| 2019. november | -     | 26 / 350                 | 0 / 208              | Kormánypárt                  | Pablo Iglesias |